# Geonovum
Geonovum is een stichting die op 4 april 2007 is opgericht als fusie van de Stichting Ravi (Raad voor Vastgoed Informatie) en de Stichting NCGI (National Clearinghouse Geo-Informatie). Geonovum is gevestigd in Amersfoort.
De Stichting Geonovum stelt zich ten doel om:
- de toegankelijkheid van geo-informatie te verbeteren
- door standaardisatie de uitwisseling van geo-informatie en de combinatie met andere soorten informatie mogelijk te maken
- kennis te delen over de totstandkoming van de geo-informatie infrastructuur en het praktische gebruik ervan

De Stichting Geonovum ontvangt als basisfinanciering een subsidie van het ministerie van Infrastructuur en Waterstaat, het ministerie van Economische Zaken en Klimaat, het Kadaster en TNO.